# Козлов Андрій Анатолійович
Андрій Анатолійович Козлов (нар. 25 грудня 1960 року, Луганськ, Українська РСР, СРСР) — російський телеведучий, режисер і продюсер. Магістр гри «Що? Де? Коли?». Президент Міжнародної асоціації клубів «Що? Де? Коли?». Генеральний продюсер і перший заступник генерального директора телекомпанії «Гра-ТБ». Академік Академії російського телебачення. Співавтор разом з Ігорем Кондратюком однієї з найвідоміших в Україні телепредач «Караоке на майдані».

## Ранні роки
Народився 25 грудня 1960 року в Луганську (згідно з даними сайту телекомпанії «Гра-ТБ», «у літаку, що летів з Німеччини в СРСР»).
Матір — Ірина Олександрівна Козлова (померла у вересні 2013 року від раку підшлункової залози) працювала керівником в торгівлі, а батько Анатолій Козлов був військовим, полковником, в сім'ї був ще молодший брат Олександр і молодша сестра Галина.
Бабуся — Марія Микитівна — театральна актриса, народна артистка України, брала онука з собою на репетиції та вистави, водила за лаштунки, Андрій, мріяв про сцену і брав участь у самодіяльності. Після школи подав документи у Театральний інститут імені Бориса Щукіна і поступив, повідомив батькам, але вони приїхали і забрали його додому.
Вступив на хімічний факультет Донецького університету, проводив студентські вечори, 3 роки працював кореспондентом на Донецькому телебаченні. У студентські роки влітку працював провідником поїзда «Ясинувата—Москва».
Закінчив хімічний факультет Донецького університету в 21 рік, потім викладав хімію в Ждановському металургійному інституті до 30 років (1990).. З 1990 року живе в Москві.

## Знавець

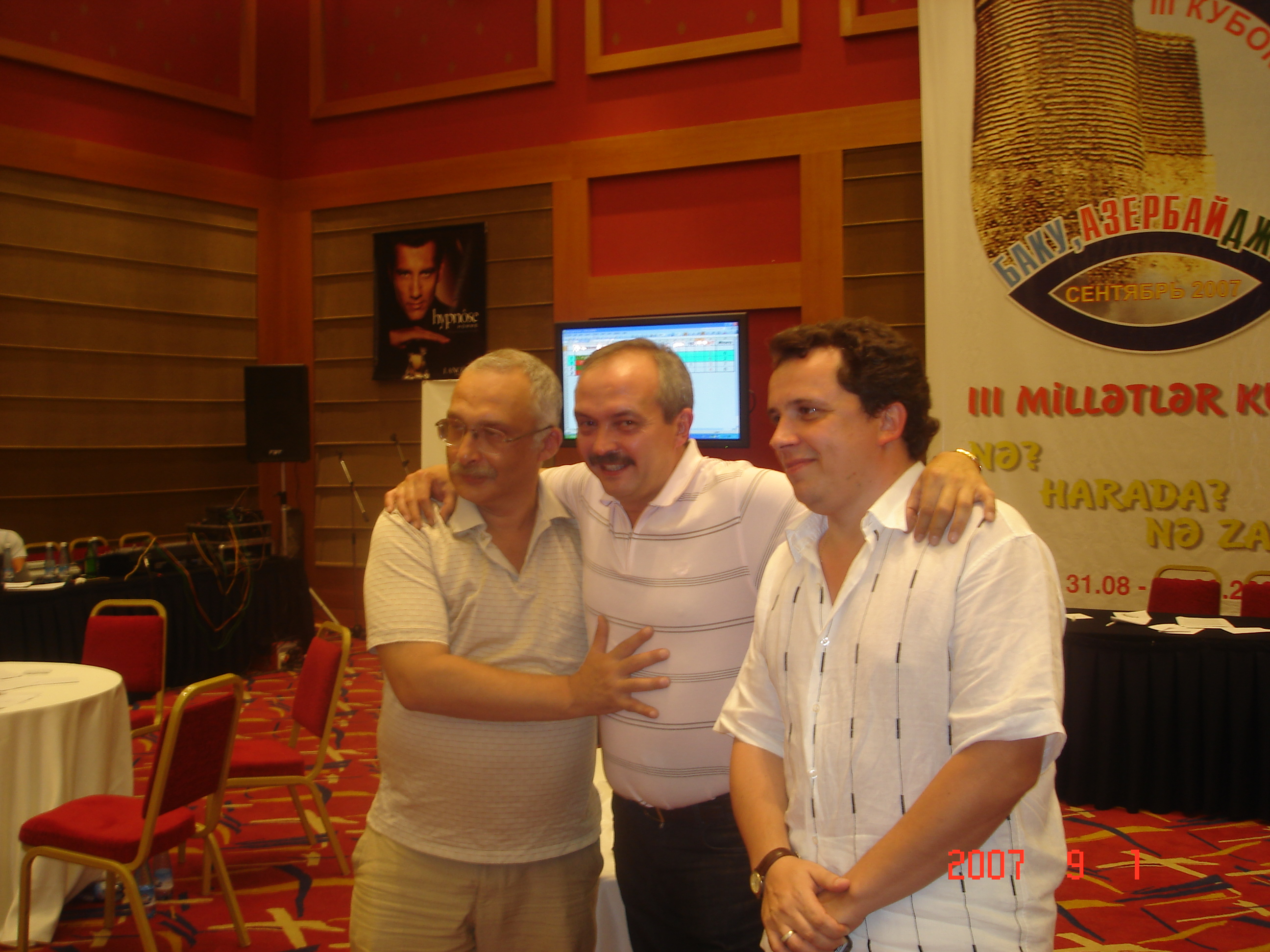
Олександр Друзь, Леонід Тимофєєв на Кубку Націй в Баку, 2007 рік

У листопаді 1984 року написав в програму «Що? Де? Коли?», яку він постійно дивився, через рік і два місяці з «Що? Де? Коли?» прийшов лист, щоб він приїжджав на відбірковий тур.
23 лютого 1986 року приїхав на кастинг, 6, 7 і 8 березня брав участь у зйомках в якості глядача.
Першу гру на телебаченні зіграв у 1989 році. Магістр гри (з 2008 року). Триразовий володар призу «Кришталева сова» (1992, 1994, 2008), володар призу «Брильянтова сова» (2008) та звання «Кращий капітан Клубу» (2001). 27 грудня 2008 року у фінальній грі сезону виграв приз — автомобіль «Фольксваген Фаетон» як гравець, який зумів останнім у році відповісти на всі три питання раунду «Супербліц».
15 березня 2014 року обраний президентом Міжнародної асоціації клубів «Що? Де? Коли?» (змінив на цій посаді Наталію Стеценко).
Влітку 2016 року з групою артистів і представників Міністерства оборони відвідував Сирію, де проводив турніри «Що? Де? Коли?» та «Брейн-ринг» з військовослужбовцями, за що був відзначений медаллю «Учаснику військової операції в Сирії». За словами Козлова, з ним літала співробітниця Міністерства оборони, яка загибла 25 грудня 2016 року під час аварії Ту-154 під Сочі.

## Особисте життя
- Дружина — Ганна Козлова[8]
- Дві дочки, є онуки.[3]
- Кум українського телеведучого Ігоря Кондратюка, хрещений батько його сина.
- Дружить з часів, коли працював викладачем, з Олексієм Капустіним, знавцем і сином Євгена Олександровича Капустіна, колишнього ректора Жданівського металургійного інституту.[4]

## Телевізійна кар'єра
З 1990 року працює на телебаченні.
Режисер-постановник програм:
- «Любов з першого погляду» (1991—1993)
- «Брейн ринг» (1993—т. ч.); у складі творчої групи лауреат премії ТЕФІ 2010 року[1]
- «Програма передач»
- «Виконання бажань, або Як витратити мільйон» (2000)
- «Культурна революція» (2001—2017)[9]; у складі творчої групи лауреат премії ТЕФІ 2002 і 2006 року
- «Пісні XX століття»
- «Мій дім, моє місто, моя країна»
- «Життя прекрасне»
- «Людина у великому місті»
- «Ми і наука. Наука і ми»

Ведучий програм:
- «Брейн ринг» (з 1991 року на російському телебаченні; також — міжнародний телевізійний турнір в Азербайджані)
- «Виконання бажань, або Як витратити мільйон»[10]
- «Програма передач»
- «Мій дім, моє місто, моя країна»[11][12]

Генеральний продюсер і перший заступник генерального директора телекомпанії «Гра-ТБ».